# Dačice město
Dačice město (německy Datschitz Stadt) jsou železniční zastávka, která se nachází ve městě Dačice v okrese Jindřichův Hradec v Jihočeském kraji. Zastávka leží na trati číslo 227 (Kostelec u Jihlavy – Slavonice).

## Přeprava
Na zastávce zastavují pouze osobní a spěšné vlaky, které provozují České dráhy, které na tyto vlaky nasazují motorové vozy RegioSpider. Vybrané spoje zde končí jízdu. Na zastávce se nachází přístřešek pro cestující. Zastávka se nachází v integrovaném dopravním systému VDV.

## Přístupnost
Přístup na nástupiště a do přístřešku před povětrnostními vlivy není bezbariérový.